# He Jingming
Pour les articles homonymes, voir He.
Dans ce nom, le nom de famille, He, précède le nom personnel.
He Jingming (chinois 何景明 ; pinyin Hé jǐngmíng ; EFEO Ho King-ming ; Wade-Giles Ho Ching-ming), né en 1483, mort en 1521, est un écrivain chinois.
He Jingming passe l'examen de licence dès l'âge de quinze ans, et celui de doctorat à dix-neuf ans. Il interrompt sa carrière en 1507 lorsque l'eunuque Liu Jin exerce le pouvoir, avant de la reprendre après la mort de Liu grâce à Li Dongyang.
He Jingming est l'un des Sept maîtres antérieurs, représentant le mouvement du Retour aux modèles antiques. Il reste particulièrement connu pour la polémique qui l'a opposé à Li Mengyang, un autre des Sept maîtres antérieurs, sur la notion de fa (« règles, méthode »). Pour He, le fa est comme un radeau qu'on laisse derrière soi une fois la rivière traversée : si le poète doit apprendre des maîtres du passé, cela ne doit pas l'empêcher de créer ses propres normes et formes pour exprimer son individualité. À l'inverse, pour Li, le poète se doit de respecter les règles établies par les grands maîtres du passé.

## Traductions
- Paul Demiéville (dir.), Anthologie de la poésie chinoise classique, Paris, Gallimard, « Poésie », 1962 — Ho King-ming, p. 506-508